# Lizartza
Lizartza – gmina w Hiszpanii, w prowincji Guipúzcoa, w Kraju Basków, o powierzchni 12,33 km². W 2011 roku gmina liczyła 649 mieszkańców.